# Félix Pons
Pour les articles homonymes, voir Pons.
Félix Pons Irazazábal, né le 14 septembre 1942 à Palma de Majorque et mort le 2 juillet 2010 à Palma de Majorque, est un homme politique espagnol du Parti socialiste ouvrier espagnol.

## Éléments personnels
En 1964, il obtient sa licence de droit à l'Université de Barcelone, et devient avocat l'année suivante. Il occupe ensuite, entre 1966 et 1970, un poste de professeur d'introduction au droit à l'École des assistants sociaux.
Redevenu avocat en 1970, il reprend l'enseignement deux ans plus tard, cette fois-ci comme professeur de sciences politiques, droit politique et droit administratif à la section de l'Université de Barcelone à Palma de Majorque.
Il a ensuite exercé les professions d'avocat et professeur de droit commercial à l'université des îles Baléares. Marié, père de trois enfants, il meurt le 2 juillet 2010 à Palma de Majorque des suites d'un cancer dont il souffrait depuis plusieurs mois.

## Activité politique

### Les débuts au PSOE
Il adhère à la Fédération socialiste baléare-PSOE en 1975. Il démissionne de la commission exécutive régionale quatre ans plus tard, à la suite du rejet d'un rapport dans lequel il défendait une ligne politique sociale-démocrate.

### De l'exécutif local au national
Le 15 juin 1977, il est élu député des îles Baléares lors des élections constituantes. Réélu aux législatives du 1er mars 1979, il devient conseiller au Travail et à la Santé du gouvernement régional pré-autonome. Il est élu l'année suivante au Parlement des Îles Baléares, où il est porte-parole du groupe socialiste.
Félix Pons est nommé ministre de l'Administration territoriale par Felipe González dans son premier gouvernement le 4 juillet 1985.

### Président du Congrès des députés
Il retrouve son siège de député des îles Baléares lors des élections législatives du 22 juin 1986, puis est élu président du Congrès des députés par 322 voix le 15 juillet. Il conserve son siège et sa fonction lors des scrutins de 1989 et 1993. Jusqu'en 2019, Félix Pons est le seul à avoir effectué plusieurs mandats à la présidence de la chambre basse des Cortes Generales.
Ayant décidé de mettre un terme à sa carrière politique à la suite des élections législatives anticipées du 3 mars 1996, il clôt la Ve législature par cette formule : « La séance est levée, et même un peu plus » (« Se levanta la sesión, y algo más »).

## Distinctions
- Grand-croix de l'ordre de l'Infant Dom Henri